# Iwona Klonowska
Iwona Klonowska – polska policjantka, nadinspektor Policji, psycholog, doktor habilitowana nauk społecznych, od 2020 do 2024 roku Komendant-Rektor Wyższej Szkoły Policji w Szczytnie, przekształconej w 2023 roku w Akademię Policji w Szczytnie.

## Życiorys
Ukończyła studia na kierunku pedagogika specjalna w Akademii Pedagogiki Specjalnej im. Marii Grzegorzewskiej w Warszawie (1999) oraz na kierunku psychologia w Uniwersytecie Kardynała Stefana Wyszyńskiego w Warszawie (2005). W 2010 na podstawie napisanej pod kierunkiem Lesława Pytki rozprawy pt. Społeczne funkcjonowanie młodzieży przestępczej i nieprzestępczej – analiza pedagogiczna uzyskała na Wydziale Nauk Pedagogicznych Akademii Pedagogiki Specjalnej stopień doktora nauk społecznych w dyscyplinie pedagogika. W 2018 na Uniwersytecie im. Adama Mickiewicza w Poznaniu nadano jej stopień naukowy doktora habilitowanego na podstawie dorobku naukowego, w tym pracy Uspołeczniające, profilaktyczne i resocjalizacyjne funkcje Policji w perspektywie współczesnej pedagogiki resocjalizacyjnej.
W 2000 rozpoczęła służbę w Policji. Początkowo pracowała w sekcji prewencji oraz sekcji do spraw nieletnich Komendy Stołecznej Policji. Była wykładowcą i radcą zespołu psychologów w Centrum Szkolenia Policji w Legionowie. Była naczelnikiem wydziału i dyrektorem biura Komendy Głównej Policji.
5 marca 2020 r. minister spraw wewnętrznych i administracji Mariusz Kamiński powołał ją na stanowisko Komendanta-Rektora Wyższej Szkoły Policji w Szczytnie. 28 lutego 2024 r. została odwołana z funkcji rektora Akademii Policji w Szczytnie.
Została odznaczona Brązowym Medalem za Długoletnią Służbę, brązową, srebrną i złotą Odznaką „Zasłużony Policjant” oraz Medalem Gloria Intrepidis et Animi Promptis (2023).